# Phalaenopsis lowii
Phalaenopsis lowii är en orkidéart som beskrevs av Heinrich Gustav Reichenbach. Phalaenopsis lowii ingår i släktet Phalaenopsis och familjen orkidéer. Inga underarter finns listade i Catalogue of Life.

## Bildgalleri

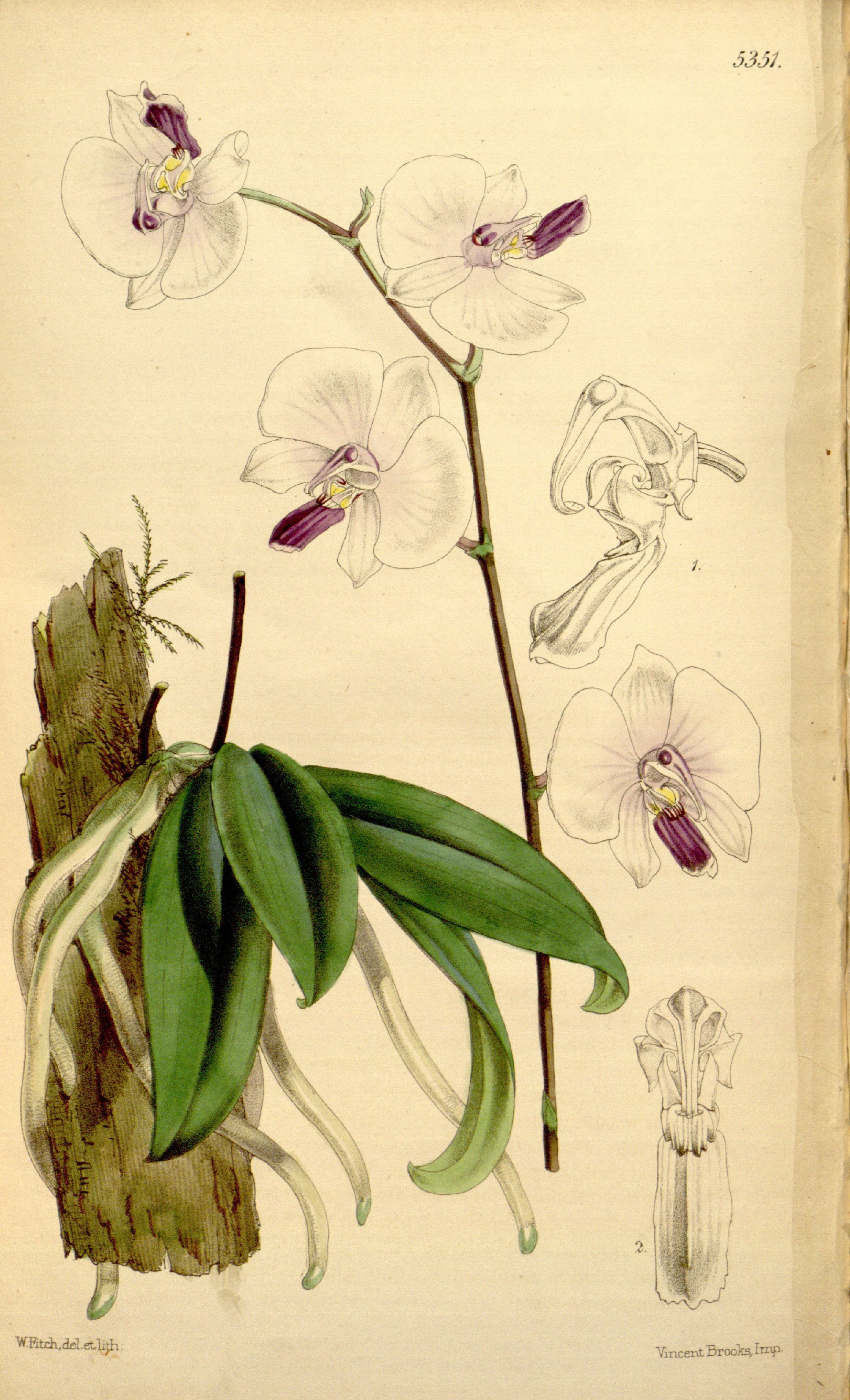
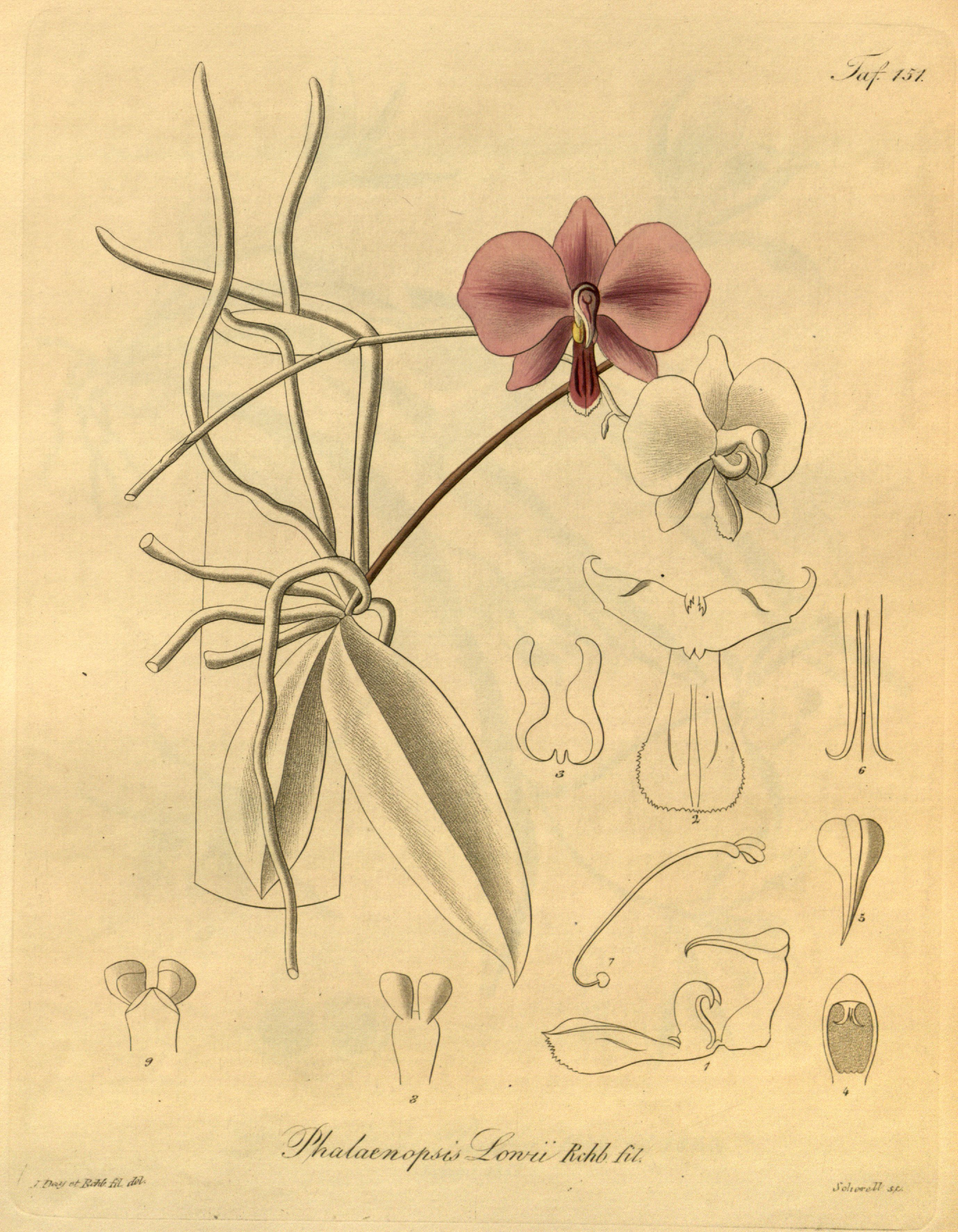
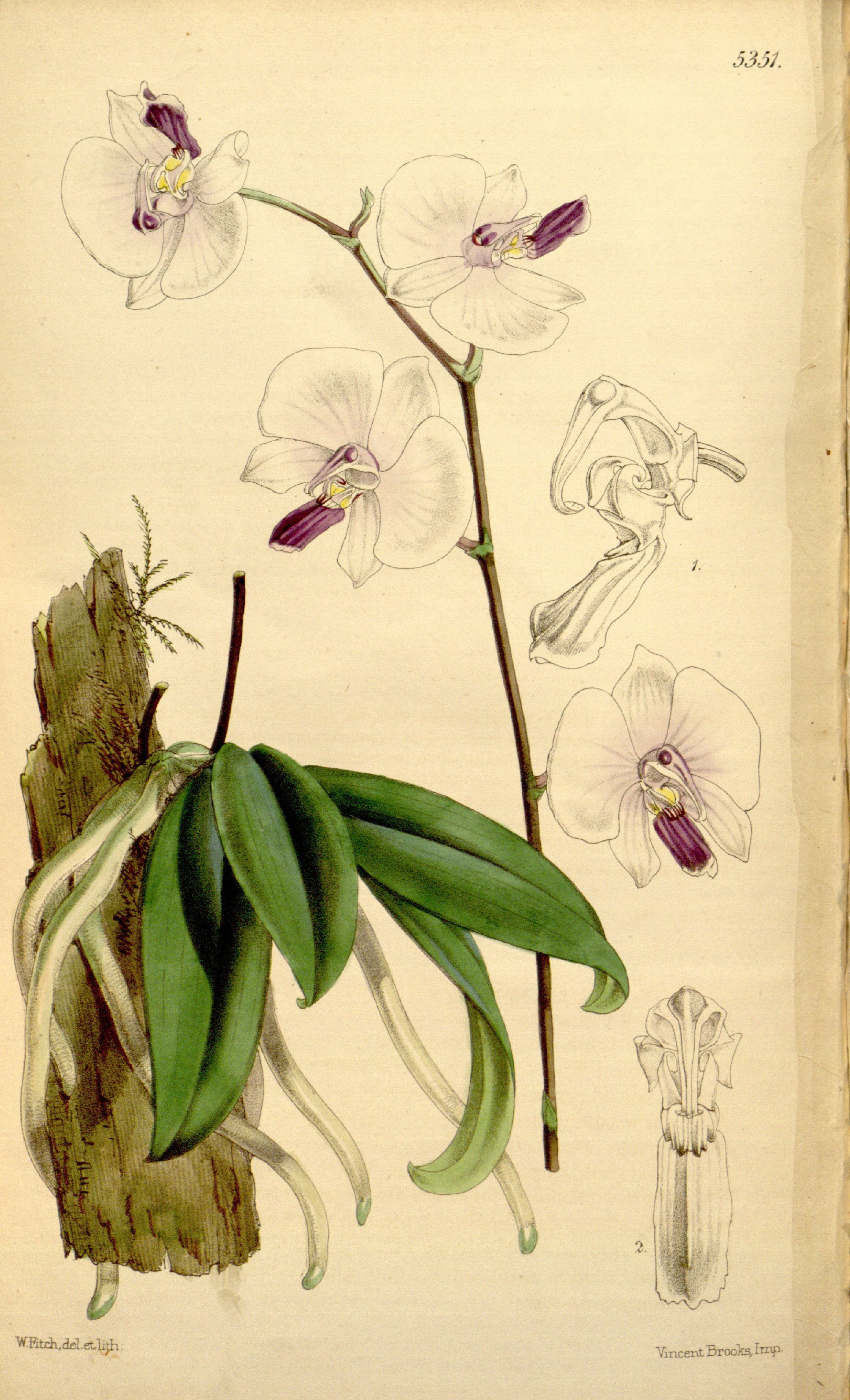